# Afonso de Portugal (arcebispo)
Afonso de Portugal ou Afonso de Avis e Trastâmara (Évora, 23 de Abril de 1509 – Lisboa, 21 de Abril de 1540) foi o sexto filho do rei Manuel I de Portugal e da sua segunda esposa Maria de Aragão, sendo o quarto filho varão do casal após o príncipe D. João (futuro D. João III), o infante D. Luís, Duque de Beja, e o infante D. Fernando, Duque da Guarda; por esse motivo, foi desde cedo destinado por seu pai para a vida religiosa, tendo sido cumulado de benefícios eclesiásticos, tendo sido sucessivamente feito (mesmo não tendo ainda a idade legal para o exercício dessas dignidades) bispo da Guarda, cardeal-infante, bispo de Viseu, bispo de Évora e, por fim, arcebispo de Lisboa.

## Biografia

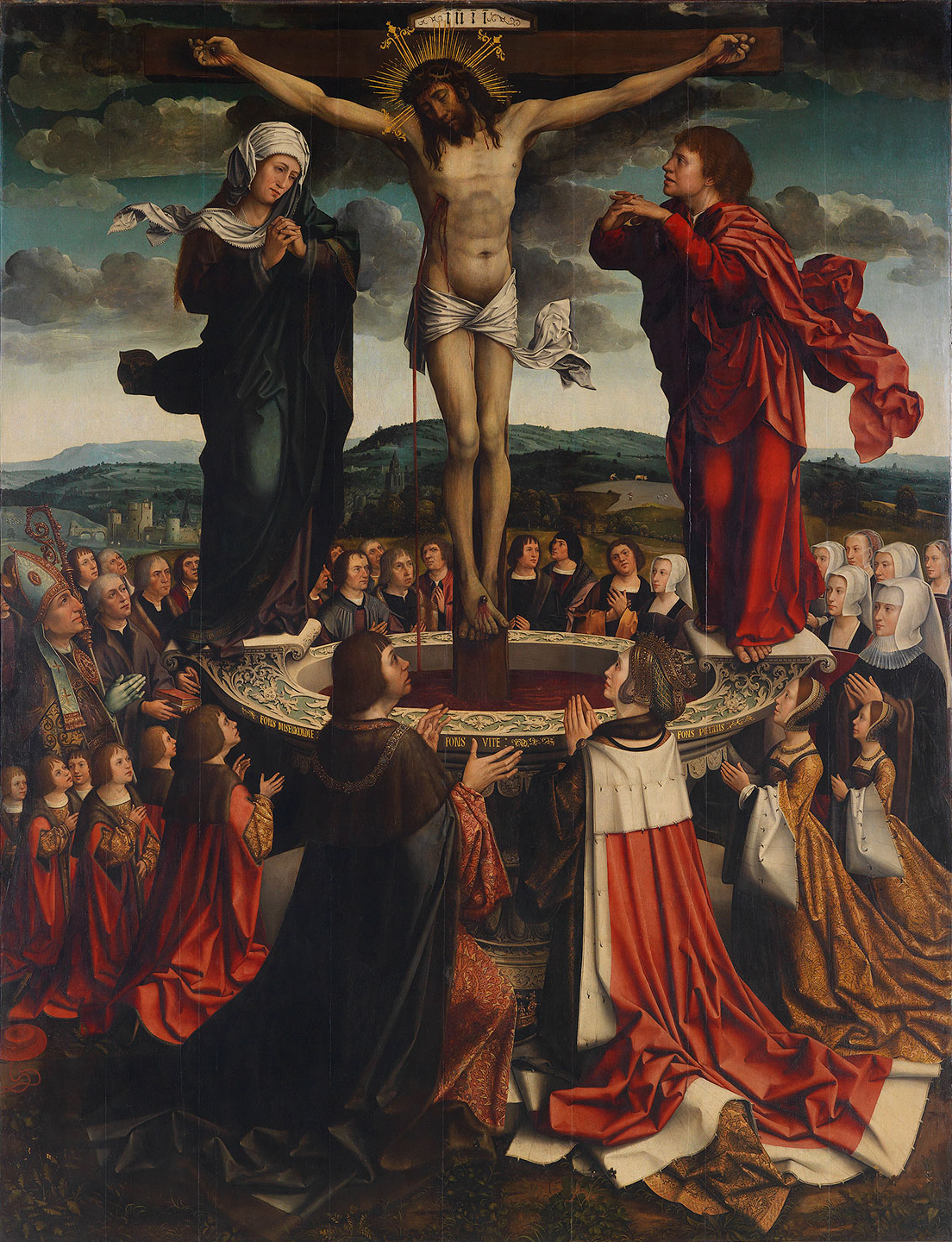
Em redor da fonte, alegoria da Eucaristia, ajoelhado em primeiro plano D. Manuel, e à sua esquerda, os seus seis filhos nascidos do casamento com D. Maria de Aragão
Fons Vitae, na Igreja da Misericórdia do Porto

Educado na corte portuguesa, estudou humanidades, grego e latim sob a direcção dos mestres Aires de Figueiredo Barbosa e André de Resende.
Com apenas três anos de idade, em 1512, o seu pai D. Manuel tentou fazê-lo cardeal; contudo, o Papa Júlio II negou-lhe a pretensão, por não ser conforme às leis canónicas, segundo as quais só podia ser eleito cardeal homem com não menos de 30 anos de idade. Conseguiu, no entanto, que o Papa designasse o jovem infante como protonotário apostólico no reino de Portugal.
D. Manuel conseguiu também elevá-lo a bispo da Guarda, com apenas sete anos de idade, em 9 de Setembro de 1516; obteve dispensa papal para o exercício do cargo por não ter atingido ainda a idade canónica para a prelatura. Embora não desempenhasse qualquer acção pastoral, recebia as rendas do respectivo bispado.
Na sequência da grandiosa embaixada liderada por Tristão da Cunha que em 1514 D. Manuel enviou ao Papa Leão X, e que muito impressionada deixou a Cúria Romana, o rei português voltou a propor o filho para o cardinalato. O Papa viria enfim a aceder ao pedido do monarca português, tendo-o criado cardeal no quinto consistório do seu pontificado, em 1 de Julho de 1517 (o qual foi o maior consistório da história da Igreja Católica até então, tendo sido criados 31 cardeais, recorde somente superado pelo consistório convocado pelo Papa Pio XII em 18 de Fevereiro de 1946 ter feito 32 cardeais), com o título de cardeal-diácono de Santa Lúcia in septisolio; no entanto, o título foi-lhe concedido apenas sob condição de não lhe ser entregue o barrete cardinalício até o jovem infante atingir os dezoito anos de idade; não obstante, em Portugal, foi sempre tratado e reverenciado como cardeal, mesmo antes de o título ter sido oficializado.
Entretanto, foi designado pelo monarca como abade de Alcobaça, e abade comendatário do Mosteiro de Santa Cruz de Coimbra e do Convento de São João de Tarouca.
Em 23 de Fevereiro de 1519, renunciou ao episcopado da Guarda, sendo no mesmo dia transferido para a diocese de Viseu, de novo com dispensa por não ter ainda atingido a idade canónica. Em 20 de Fevereiro de 1523, com apenas catorze anos, por morte do arcebispo D. Martinho da Costa, foi promovido a arcebispo de Lisboa pelo Papa Adriano VI, a súplicas de João III de Portugal, seu irmão; de igual modo, foi-lhe oferecido o governo do bispado de Évora (em sede vacante desde o ano transacto), acumulando as duas sés até à sua morte. Uma vez mais, foi-lhe conferida dispensa especial por não dispor ainda da idade canónica para presidir a uma diocese.
Designou como seu vigário na arquidiocese lisboeta o deão da Sé, Fernão Gonçalves, que conduziu os assuntos pastorais durante a sua menoridade. Fixou a sua residência habitual na cidade que o vira nascer – Évora – tal como depois o irmão mais novo, também devotado à carreira eclesiástica – o cardeal-infante D. Henrique – viria a fazer.

## Cardinalato
Em 6 de Julho de 1525, contando apenas dezasseis anos, recebeu enfim, em Almeirim, o barrete cardinalício, e dez anos mais tarde, a 6 de Julho de 1535, o pálio, fazendo-se enfim sagrar arcebispo de Lisboa.
Um mês volvido, alterou o seu título de cardeal de Santa Lúcia in septisolio pelo de São João e São Paulo (13 de Agosto de 1535).
A 25 de Agosto de 1536, celebrou um sínodo da arquidiocese de Lisboa, no qual tomou duas importantes decisões: a de instituir na arquidiocese livro de registo de baptismos (medida que mais tarde viria a ser adoptada pelo Concílio de Trento), e a de substituir o rito da Igreja de Salisbury (pelo qual a igreja lisboeta se regia desde a reconquista da cidade em 1147 e a restauração da sua diocese na pessoa do inglês Gilberto de Hastings) pelo rito romano, como resposta ao Acto de Supremacia pelo qual Henrique VIII de Inglaterra criava a Igreja de Inglaterra, desligada da obediência ao Papa (tendo esta medida sido autorizada por bula de Paulo III de 9 de Dezembro de 1538). De resto, o seu receio pelas ideias reformistas que se divulgavam pela Europa levou-o a ordenar que todos os impressores e livreiros da capital apresentassem ao teólogo Álvaro Gomes os catálogos dos livros que imprimiam/vendiam, para que este seleccionasse quais os volumes que podiam conter heresias (sobretudo os que fossem oriundos da Alemanha), proibindo a sua venda e circulação, num prenúncio do que viria a ser a Inquisição.
Faleceu em Lisboa (embora outras fontes o afirmem falecido em Évora), em 21 de Abril de 1540, dois dias antes de completar os trinta e um anos. Foi primeiramente sepultado na Sé de Lisboa, tendo mais tarde o seu corpo sido trasladado para o Panteão Real no Mosteiro dos Jerónimos, onde repousa junto dos outros príncipes da Casa Real de Avis-Beja.

## Descendência
D. Afonso terá tido uma filha espúria, D. Bernarda de Lencastre, Abadessa do Mosteiro do Lorvão (1560-1564).